# 조주형 (군인)
조주형 예비역 대한민국 공군 대령은 1993년부터 2003년까지 10년간 FX 사업의 실무책임자였고, T-50 골든이글 사업처장으로 F-50 사업을 강력히 추진하려다가, 프랑스 다소사로부터 뇌물을 받은 혐의와 KBS·MBC 기자들에게군사기밀을누설(양심선언)한 혐의로 2003년 3월 9일 구속기소되어, 2004년 2월 12일 대법원 상고 기각으로 징역 1년 6월에 집행유예 3년을 확정받고 예편한 공군 장교이다.
그러나 차후 프랑스 다소사의 대변인은 12일자 영국 파이낸셜 타임스와의 인터뷰에서 “조 대령과 다소사는 아무 관련이 없다”며 “이번 사건은 라팔이 미국 보잉사의 F15K를 제치고 최고 기종으로 결정되는 것을 시기한 누군가에 의해 조작된 것으로 의심된다”고 주장했다. 다소사의 이브 로빈스 국제담당 부사장도 11일 AFP와의 인터뷰에서 “(FX 사업과 관련해) 우리는 어느 누구에게도 뇌물을 주거나 뇌물을 전달하도록 요청한 적이 없다”고 말했다.

## 같이 보기
- FX 사업
- T-50 골든이글
- F-50

## 참고 자료
- "기무사, 조대령 양심선언을 조작말라" - 변호인단, 조대령 육성테이프 공개 프레시안 2002-03-13
- "입력자료부터 조작했을 가능성 커" - 국방부 FX조작 압력 폭로, 2차 녹음테이프 공개 프레시안 2002-03-28
- 군인 미결수 면회회수 제한, 효력 정지 오마이뉴스 2002-04-27
- <단독 입수> F-X사업 ‘외압’ 폭로 조주형 대령 법정 최후진술, “미국만 쳐다보는 군 수뇌부에 문제있다” 신동아 2002년 8월
- 조주형 대령 '제2회 안중근 평화상' 수상 오마이뉴스 2003-03-25
- <조주형> 은퇴하는 ‘차기전투기의 양심’ 한겨레21 2004-02-18